# Augusta di Hannover
Augusta Federica di Hannover (St. James's, 31 luglio 1737 – Greenwich, 23 marzo 1813) fu un membro della famiglia reale britannica, divenuta duchessa di Brunswick-Lüneburg e principessa di Brunswick-Wolfenbüttel-Bevern come consorte di Carlo Guglielmo Ferdinando di Brunswick-Wolfenbüttel.

## Biografia
Augusta fu la primogenita dei nove figli del principe del Galles Federico di Hannover (1707-1751) e della principessa Augusta di Sassonia-Gotha-Altenburg (1719-1772). Ventinove giorni dopo la sua nascita venne battezzata nel St. James's Palace, dove era nata, dall'Arcivescovo di Canterbury, John Potter. Suoi padrini furono il nonno paterno (rappresentato dal suo Lord Ciambellano Charles FitzRoy, II duca di Grafton). Sue madrine furono le sue due nonne, la Regina Carolina e la Duchessa Vedova di Sassonia-Gotha-Altenburg (ambedue furono rappresentate per procura).  
Nei mesi precedenti la sua nascita, suo padre non aveva un buon rapporto con i suoi genitori. Nel giugno 1737, Federico disse  ai suoi genitori che sua moglie avrebbe partorito a ottobre. In realtà, il parto era previsto per luglio o settembre e quando Augusta entrò in travaglio, Federico la costrinse a lasciare di nascosto Hampton Court Palace nel cuore della notte solo per impedire ai suoi genitori di assistere al parto. St James's Palace, dove Augusta fu portata, non era stato avvisato dell'arrivo della principessa e non era attrezzato per gestire il parto, non essendo all'epoca la residenza di nessun membro della famiglia: non c'era il fuoco acceso in nessuna stanza, i letti erano sfatti e mancavano lenzuola pulite, tanto che Augusta dovette partorire su una tovaglia. Il re e la regina ne furono inorriditi. Tradizionalmente, i parti reali erano assistiti da membri della famiglia e cortigiani anziani per evitare scambi di bambini, mentre Augusta era stata costretta dal marito a viaggiare in una carrozza malconcia per un'ora e mezza mentre era al nono mese e in preda alle doglie. Con un gruppo che includeva le sue figlie Amelia e Carolina e Lord Hervey, la regina Carolina corse a St James's Palace, dove Federico aveva portato Augusta. Carolina fu sollevata nello scoprire che Augusta aveva dato alla luce una "povera, brutta topina", piuttosto che un "bambino grande, grasso e sano", poiché il sesso e la salute della bambina rendeva improbabile uno scambio.  
Alla sua nascita, Augusta risultava essere seconda nella linea di successione al trono di Gran Bretagna. Le venne fornita un'accurata educazione, e le negoziazioni circa un suo possibile matrimonio iniziarono nel 1761. 
Si sposò nella cappella del palazzo di St. James, il 16 gennaio del 1764 con Carlo Guglielmo Ferdinando di Brunswick-Wolfenbüttel (1735-1806). Augusta considerò il soggiorno a Brunswick troppo modesto. Fece ritorno in Gran Bretagna nel 1764 per partorire il suo primo figlio, e aspettò a lungo prima di tornare a Brunswick, dopo il parto. Per venire maggiormente incontro al suo gusto, venne costruito un nuovo palazzo a Zuckerberg, a sud di Brunswick. I lavori vennero affidati a Carl Christoph Wilhelm Fleischer, e l'edificio venne chiamato Richmond, in modo da ricordarle la patria natia. Quando venne terminato, nel 1768, Augusta vi si trasferì definitivamente.
Il suo fu un matrimonio combinato esclusivamente per ragioni politiche, e lei ed il marito si trattarono con reciproca indifferenza. Augusta si dimostrò del tutto insensibile alle relazioni extraconiugali intrattenute dal marito con Maria Antonia Branconi e Louise Hertefeld. Questo suo atteggiamento venne talvolta scambiato per arroganza e diede adito a pettegolezzi e diffamazioni. Inoltre la popolarità di Augusta fu fortemente danneggiata dal fatto che i suoi figli maggiori fossero nati con handicaps. Inoltre lei stessa si mostrava raramente nella corte di Brunswick, a causa della popolarità di cui godeva la suocera.
Quando Carlo divenne reggente nel 1773, Filippina Carlotta lasciò la corte ed Augusta la rimpiazzò nel ruolo di prima dama nelle celebrazioni ufficiali della corte di Brunswick, sebbene si concedesse spesso brevi vacanze nel suo palazzo di Richmond. Nel 1780 Carlo, che già aveva assunto le redini del governo, divenne Duca di Brunswick-Wolfenbüttel, ed Augusta assunse conseguentemente il titolo di Duchessa Consorte.
Nel 1806 quando la Prussia dichiarò guerra alla Francia, il duca Carlo Guglielmo, di settantuno anni di età, fu designato comandante in capo dell'esercito prussiano. Il 14 ottobre dello stesso anno, nella battaglia di Jena, le truppe napoleoniche piegarono quelle prussiane e, nella battaglia di Auerstadt, il Duca rimase gravemente ferito e morì pochi giorni dopo, il 10 novembre.

Augusta con due dei suoi figli abbandonò il distrutto palazzo di Altona per rifugiarsi ad Augustenborg, un piccolo Stato nello Jutland meridionale. Qui venne in suo soccorso la nipote, la principessa Luisa Augusta di Danimarca, figlia di sua sorella minore Carolina Matilde, fino a quando suo fratello Giorgio III di Gran Bretagna la fece ritornare a Londra nel settembre del 1807. Si trasferì a Montague House, posta a Blackheath, nei pressi di Greenwich, con la figlia, la Principessa di Galles, ma ben presto si sentì fuori posto in sua compagnia, ed acquistò la casa accanto a Montague House, che ribattezzò Brünswick House. Qui morì, il 23 marzo del 1813, a settantacinque anni di età.

## Discendenza
Dal matrimonio con Carlo Guglielmo Ferdinando nacquero sette figli:
- Augusta Carolina (1764 – 1788), sposò nel 1780 Federico I di Württemberg, con discendenza;
- Carlo Giorgio Augusto (1766 – 1806), sposò nel 1790 Federica Luisa Guglielmina d’Orange, senza discendenza;
- Carolina Amalia (1768 – 1821), sposò nel 1795 Giorgio IV d'Inghilterra, con discendenza;
- Giorgio Guglielmo (1769 – 1811), dichiarato invalido ed escluso dalla successione;
- Augusto (1770 – 1822), dichiarato invalido ed escluso dalla successione;
- Federico Guglielmo (1771 – 1815), soprannominato il Duca Nero. Nel 1802 sposò Maria di Baden, con discendenza;
- Amalia Carolina Dorotea Luisa (1772 – 1773), morta infante.

## Ascendenza
|                                         |                                        |                                           | Genitori                                               |  |  | Nonni |  |  | Bisnonni                |  |  | Trisnonni                             |  |
|                                         |                                        |                                           |                                                        |  |  |       |  |  | Giorgio I d'Inghilterra |  |  | Ernesto Augusto di Brunswick-Lüneburg |  |
|                                         |                                        |                                           |                                                        |  |  |       |  |  | Giorgio I d'Inghilterra |  |  | Ernesto Augusto di Brunswick-Lüneburg |  |
|                                         |                                        | Sofia del Palatinato                      |                                                        |  |  |       |  |  | Giorgio I d'Inghilterra |  |  |                                       |  |
| Giorgio II d'Inghilterra                |                                        |                                           |                                                        |  |  |       |  |  | Giorgio I d'Inghilterra |  |  |                                       |  |
|                                         |                                        | Sofia Dorotea di Celle                    | Giorgio Guglielmo di Brunswick-Lüneburg                |  |  |       |  |  |                         |  |  |                                       |  |
|                                         |                                        | Sofia Dorotea di Celle                    | Giorgio Guglielmo di Brunswick-Lüneburg                |  |  |       |  |  |                         |  |  |                                       |  |
|                                         |                                        | Sofia Dorotea di Celle                    | Éléonore d'Esmier d'Olbreuse                           |  |  |       |  |  |                         |  |  |                                       |  |
| Federico di Hannover                    |                                        | Sofia Dorotea di Celle                    |                                                        |  |  |       |  |  |                         |  |  |                                       |  |
|                                         |                                        | Giovanni Federico di Brandeburgo-Ansbach  | Alberto II di Brandeburgo-Ansbach                      |  |  |       |  |  |                         |  |  |                                       |  |
|                                         |                                        | Giovanni Federico di Brandeburgo-Ansbach  | Alberto II di Brandeburgo-Ansbach                      |  |  |       |  |  |                         |  |  |                                       |  |
|                                         |                                        | Giovanni Federico di Brandeburgo-Ansbach  | Margherita Sofia di Oettingen-Oettingen                |  |  |       |  |  |                         |  |  |                                       |  |
| Carolina di Brandeburgo-Ansbach         |                                        | Giovanni Federico di Brandeburgo-Ansbach  |                                                        |  |  |       |  |  |                         |  |  |                                       |  |
|                                         |                                        | Giovanna Elisabetta di Baden-Durlach      | Federico VI di Baden-Durlach                           |  |  |       |  |  |                         |  |  |                                       |  |
|                                         |                                        | Giovanna Elisabetta di Baden-Durlach      | Federico VI di Baden-Durlach                           |  |  |       |  |  |                         |  |  |                                       |  |
|                                         |                                        | Giovanna Elisabetta di Baden-Durlach      | Cristina Maddalena del Palatinato-Zweibrücken-Kleeburg |  |  |       |  |  |                         |  |  |                                       |  |
| Augusta Federica di Hannover            |                                        | Giovanna Elisabetta di Baden-Durlach      |                                                        |  |  |       |  |  |                         |  |  |                                       |  |
|                                         | Federico I di Sassonia-Gotha-Altenburg | Ernesto I di Sassonia-Coburgo-Altenburg   |                                                        |  |  |       |  |  |                         |  |  |                                       |  |
|                                         | Federico I di Sassonia-Gotha-Altenburg | Ernesto I di Sassonia-Coburgo-Altenburg   |                                                        |  |  |       |  |  |                         |  |  |                                       |  |
|                                         | Federico I di Sassonia-Gotha-Altenburg | Elisabetta Sofia di Sassonia-Altenburg    |                                                        |  |  |       |  |  |                         |  |  |                                       |  |
| Federico II di Sassonia-Gotha-Altenburg | Federico I di Sassonia-Gotha-Altenburg |                                           |                                                        |  |  |       |  |  |                         |  |  |                                       |  |
|                                         |                                        | Maddalena Sibilla di Sassonia-Weissenfels | Augusto di Sassonia-Weissenfels                        |  |  |       |  |  |                         |  |  |                                       |  |
|                                         |                                        | Maddalena Sibilla di Sassonia-Weissenfels | Augusto di Sassonia-Weissenfels                        |  |  |       |  |  |                         |  |  |                                       |  |
|                                         |                                        | Maddalena Sibilla di Sassonia-Weissenfels | Anna Maria di Meclemburgo-Schwerin                     |  |  |       |  |  |                         |  |  |                                       |  |
| Augusta di Sassonia-Gotha-Altenburg     |                                        | Maddalena Sibilla di Sassonia-Weissenfels |                                                        |  |  |       |  |  |                         |  |  |                                       |  |
|                                         |                                        | Carlo Guglielmo di Anhalt-Zerbst          | Giovanni VI di Anhalt-Zerbst                           |  |  |       |  |  |                         |  |  |                                       |  |
|                                         |                                        | Carlo Guglielmo di Anhalt-Zerbst          | Giovanni VI di Anhalt-Zerbst                           |  |  |       |  |  |                         |  |  |                                       |  |
|                                         |                                        | Carlo Guglielmo di Anhalt-Zerbst          | Sofia Augusta di Holstein-Gottorp                      |  |  |       |  |  |                         |  |  |                                       |  |
| Maddalena Augusta di Anhalt-Zerbst      |                                        | Carlo Guglielmo di Anhalt-Zerbst          |                                                        |  |  |       |  |  |                         |  |  |                                       |  |
|                                         |                                        | Sofia di Sassonia-Weissenfels             | Augusto di Sassonia-Weissenfels                        |  |  |       |  |  |                         |  |  |                                       |  |
|                                         |                                        | Sofia di Sassonia-Weissenfels             | Augusto di Sassonia-Weissenfels                        |  |  |       |  |  |                         |  |  |                                       |  |
|                                         |                                        | Sofia di Sassonia-Weissenfels             | Anna Maria di Meclemburgo-Schwerin                     |  |  |       |  |  |                         |  |  |                                       |  |
|                                         |                                        | Sofia di Sassonia-Weissenfels             |                                                        |  |  |       |  |  |                         |  |  |                                       |  |